# Servizio di sanità militare

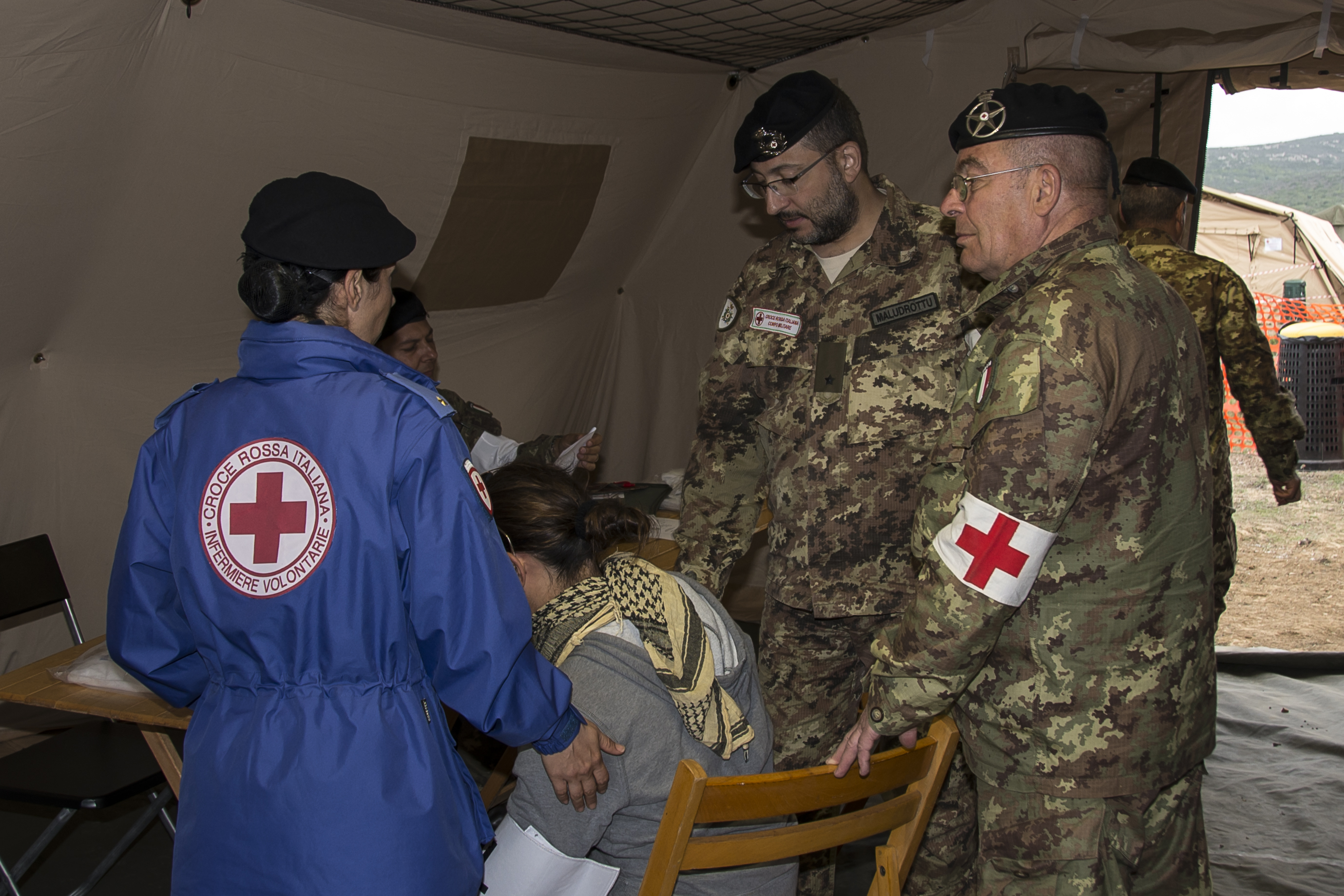
Sanitari militari ausiliari della Croce Rossa Italiana

Il servizio di sanità militare indica l'organizzazione sanitaria delle forze armate italiane. Al servizio sovrintende l'Ispettorato generale della sanità militare. Al 2018 il personale complessivamente ammontava a 6300 unità (3700 nel solo Esercito), di cui 2460 a carattere ospedaliero..
Secondo quanto disposto dal Codice dell'ordinamento militare italiano, il Servizio di Sanità Militare provvede:
1. all'accertamento dell'idoneità dei cittadini al servizio militare;
2. all'accertamento dell'idoneità dei militari al servizio incondizionato;
3. alla tutela della salute dei militari;
4. ai rifornimenti e allestimenti dei materiali tecnici e di servizio che occorrono per i bisogni in tempo di pace, di guerra o gravi crisi internazionale;
5. a ogni altro adempimento previsto dal presente codice, dal regolamento o dalla legge.

## Storia

### Nascita
Il primo servizio sanitario fu organizzato nel Piemonte nel 1644 grazie anche al duca di Savoia Carlo Emanuele II. Qui la cura degli ammalati dei reggimenti vennero suddivise fra chirurghi e medici, operazione terminata il 1666.

Nei primi anni del XVIII secolo furono istituiti prima gli "ospedali volanti", organizzati con direttore, un commissario, due medici, due praticanti, due chirurghi, sei fra infermieri e barbieri, sei confessori, un capo-speciario, un cuoco con due assistenti, ed in seguito, nel 1746 furono costituiti i cosiddetti "ospedali reali" con la creazione della figura di un colonnello sovrintendente.
Nel 1833 nel regno di Sardegna venne riconosciuto tramite decreto regio del re Carlo Alberto del 4 giugno il Riordinamento del personale e del servizio militare in tempo di pace dell'Armata di terra, che riguardava anche il servizio sanitario, da quella data anche i medici ebbero un'uniforme. Nel 1845 prende il nome di Corpo di sanità militare. Nel 16 settembre 1848 fu istituita la prima Compagnia infermieri militari.
Con l'unità d'Italia, nel 1861, nacque il Corpo sanitario militare marittimo, mentre nel 1910 fu istituita la scuola di sanità militare marittima.

### Durante la 1ª Guerra Mondiale
Dopo l'entrata dell'Italia nella prima guerra mondiale, nel luglio 1915 si potevano contare 24.000 posti letto al fronte e altri 100.000 posti letto nelle retrovie. Nel 1916 vi erano 8.000 medici militari al fronte e 6.000 nelle zone interne, che diventarono l'anno dopo con i medici di complemento 17.000. Ogni reggimento aveva una Sezione di sanità mentre 38 furono le Sezioni di disinfezione. Furono istituiti 447 ospedali da campo, 46 da 200 letti, 167 da 100 letti e 234 con 50 posti letto, 27 ospedali di tappa, e 59 treni ospedale ognuno dei quali con 360 posti barella.
Struttura Operativa

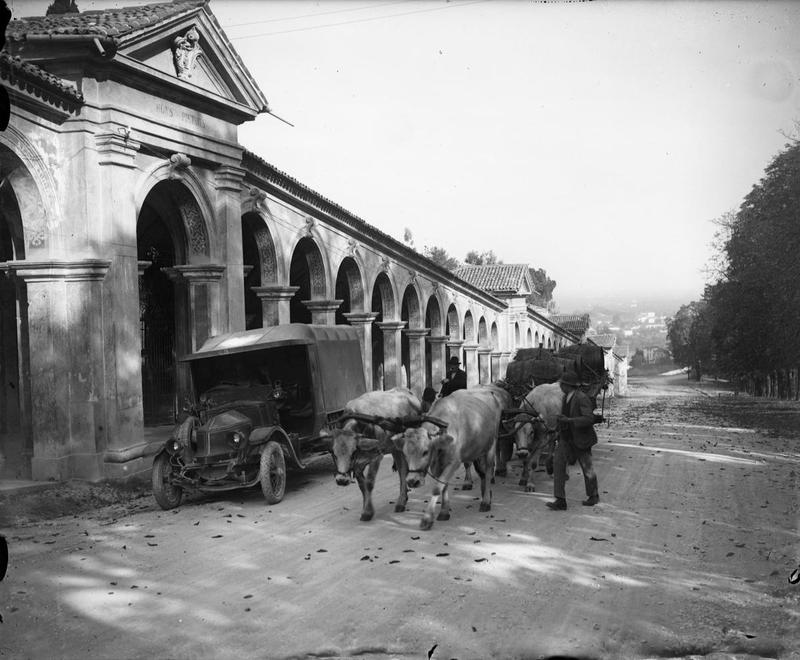
Un'ambulanza italiana al fronte durante la prima guerra mondiale

- Sezione di Sanità reggimentale (Capitano Medico-Chirurgo), divisa in:
  - 2 Reparti di Sanità (Tenenti Medico-Chirurgo), 
    - 6 Squadre di Sanità (Sergenti o Caporali Aiutanti di Sanità)

Ogni Sezione di Sanità Reggimentale, per un totale di 69 militari, contava:
- 1 Capitano Medico-Chirurgo (Comandante di Sezione)
- 2 Tenenti Medici Chirurghi (Comandanti di Reparto)
- 4 Aspiranti Ufficiali Medici-Chirurghi
- 2 Cappellani Militari
- 6 Sergenti Aiutanti di Sanità (Comandanti di Squadra)
- 6 Caporali Aiutanti di Sanità
- 48 Militi (Infermieri, Portaferiti, Barellieri)

Ciascun Reparto di Sanità reggimentale, per un totale di 34 militari, contava:
- 1 Tenente Medico Chirurgo (Comandante di Reparto)
- 2 Aspiranti Ufficiali Medici-Chirurghi
- 1 Cappellano Militare
- 3 Sergenti Aiutanti di Sanità (Comandanti di Squadra)
- 3 Caporali Aiutanti di Sanità
- 24 Militi (Infermieri, Portaferiti, Barellieri)

Ciascuna Squadra di Sanità reggimentale, per un totale di 10 militari, contava:
- 1 Sergente Aiutante di Sanità (Comandante di Squadra)
- 1 Caporale Aiutante di Sanità
- 8 Militi (Infermieri, Portaferiti, Barellieri)

Struttura Logistica
- Ospedali Militari d'Armata
  - Ospedali Militari Divisionali
  - Ospedali Territoriali della C.R.I.

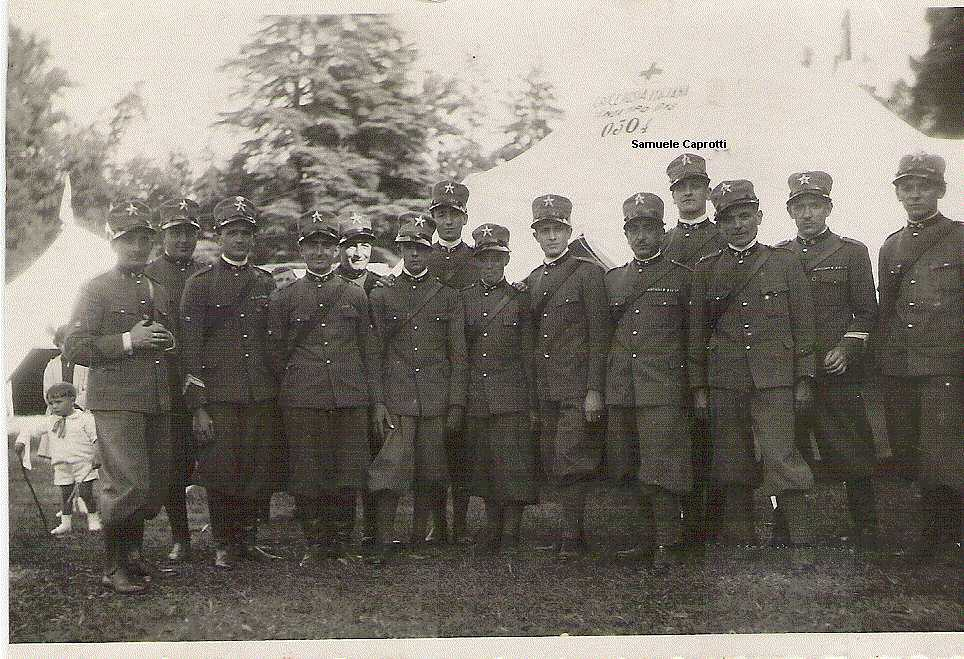
Militari del servizio sanità alla fine degli anni '30

    - Ospedali da Campo
      - Ospedaletti da Campo
        - Posti di Medicazione

### Dal 1919 al 1945
Nel 1925 venne istituito il Servizio sanitario aeronautico con ufficiali medici del Regio Esercito e della Regia Marina. Il Corpo fu organicamente costituito solo nel 1938.
Durante la seconda guerra mondiale svolse un'intensa attività di aeroevacuazione.
Nel 1940 il Corpo di sanità del Regio esercito assume la denominazione di Servizio di sanità militare.

### Dal dopoguerra
Nel 1968 nasce l'Accademia di sanità militare interforze, soppressa nel 1997.
Nel 1981 il Servizio di sanità militare prende la denominazione di Corpo di sanità militare.
Nel 2007 è stato implementato l'assetto territoriale interforze degli organismi sanitari militari, insieme alla nascita dell'Ufficio generale della sanità militare, alle dirette dipendenze del capo di stato maggiore della difesa, retto oggi dal tenente generale medico Federico Marmo. Nel febbraio 2012 l'ufficio assume gran parte delle funzioni della soppressa direzione generale.
Nel gennaio 2019 viene soppressa la figura dell'Aiutante di sanità che viene sostituita con quella di Operatore logistico della sanità, cui viene affiancata quella di Operatore socio-sanitario.

## Il Consiglio superiore di sanità militare

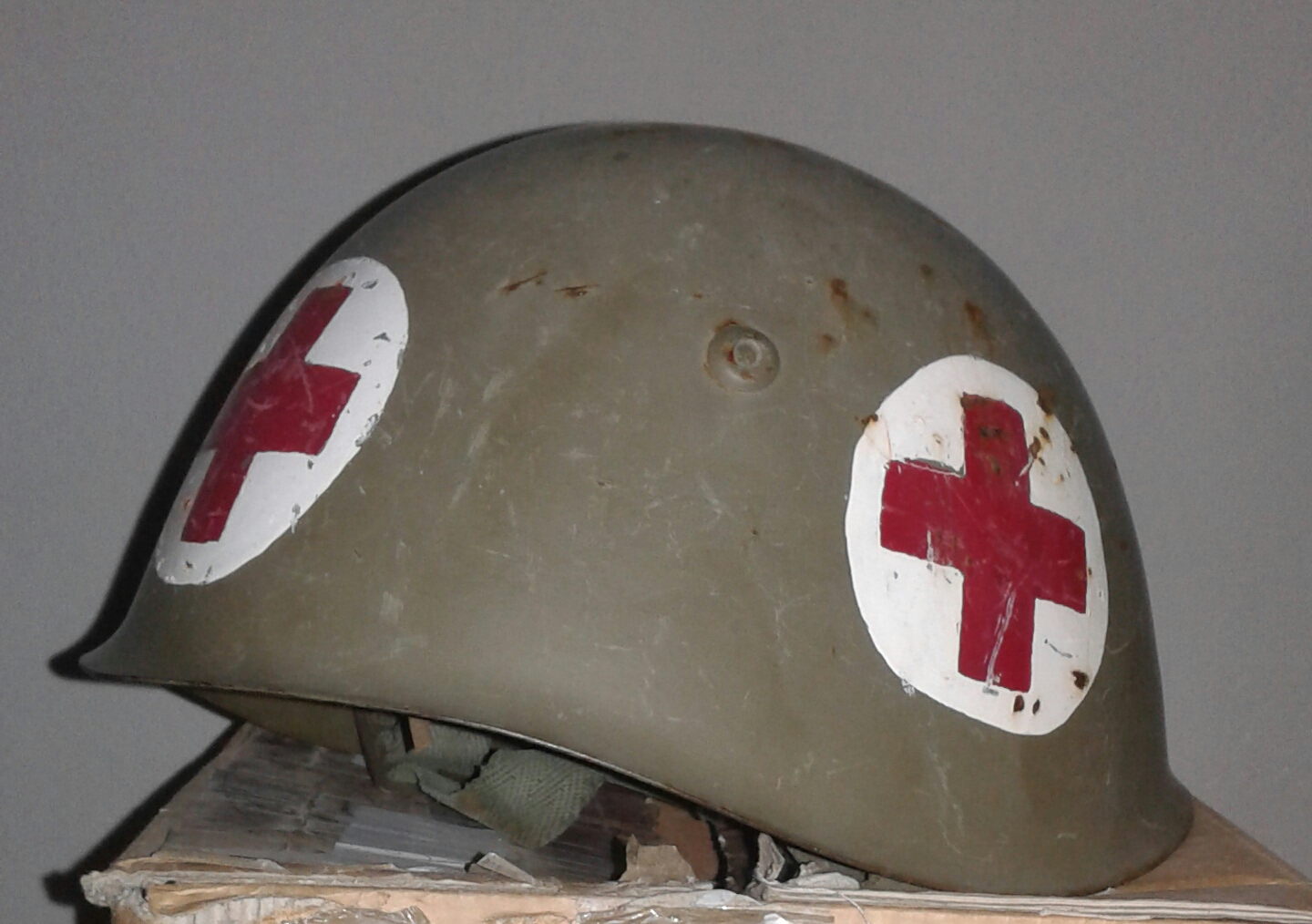
Elmetto M33 degli anni '60

Il Consiglio superiore di sanità militare venne creato nel 1833 con il compito di sorvegliare l'attività del Servizio sanitario sia dell'Esercito, sia della Marina. Cambierà denominazione molte volte:
- 1873: "Comitato di sanità militare";
- 1887: "Ispettorato di sanità militare";
- 1920: "Direzione centrale di sanità militare", con relative "Compagnie di sanità" che aumentarono con il tempo il loro numero;
- 1928: "Direzione generale di sanità militare";
- 1966: istituita la Direzione generale della sanità militare come direzione del ministero della difesa;
- 1967: in base alla riorganizzazione centrale del Ministero della difesa, il Servizio di sanità dell'esercito venne posto alle dipendenze di un capo del servizio ed organizzato alla periferia in "Direzioni di sanità" dei "Comandi di regione militare";
- 1997: nasce il "Dipartimento di sanità e veterinaria";
- 2007: nasce l'Ufficio generale della sanità militare;
- 2011: è soppressa la Direzione generale della sanità militare;
- 2012 nasce l'Ispettorato generale della sanità militare.

## Organi interforze
- Ispettorato generale della sanità militare dello stato maggiore della Difesa. L'Ispettorato Generale è l'elemento di organizzazione competente per la direzione e il coordinamento dell'attività e dei servizi sanitari militari, nonché della formazione del personale sanitario, tecnico e specializzato militare e civile destinato a enti e reparti sia centrali che periferici[5]. Al suo vertice vi è l'Ispettore generale dei Corpi Sanitari delle forze armate.
- Direzione generale della sanità militare del ministero della difesa (soppresso).
- Osservatorio epidemiologico della Difesa
- Servizio trasfusionale militare

## Corpi di sanità nelle forze armate

### Esercito Italiano
- Corpo sanitario dell'Esercito

Nato nel 1833 sotto il Regno di Sardegna, nel 1998 ha inglobato anche il disciolto Corpo di veterinaria dell'Esercito Italiano, istituito nel 1861, con cui peraltro aveva già avuto vita in comune nel passato. Dipende dal corpo anche il Policlinico militare Celio.

### Marina Militare
- Corpo sanitario militare marittimo

Il Corpo è uno dei sette corpi in cui è suddivisa la Marina Militare Italiana, erede delle tradizioni del servizio sanitario della Regia Marina. Nato nel 1861, oltre a una rete di ospedali militari, disponeva fino al termine della seconda guerra mondiale anche di navi ospedale. Oggi restano l'ospedale militare di Taranto e le Infermerie Presidiarie dislocate sul territorio.

### Aeronautica Militare Italiana
- Corpo sanitario aeronautico

Il corpo negli anni si è specializzato nel volo sanitario e nella Medicina aerospaziale.
Il Capo del Corpo Sanitario Aeronautico è posto alle dirette dipendenze del Capo di Stato Maggiore dell'Aeronautica Militare. Egli decide formazione e profili d'impiego del personale sanitario, provvedendo all'elaborazione dei programmi di studio.
La gestione e l'organizzazione della sanità aeronautica sono responsabilità del Capo del Servizio Sanitario del Comando logistico dell'Aeronautica militare. Si tratta di una complessa struttura da cui dipendono le proposte di impiego del personale sanitario dell'Aeronautica, l'approvvigionamento di materiali e mezzi, la pianificazione finanziaria e l'assistenza sanitaria propriamente detta, compresa la definizione dei requisiti e il controllo dell'idoneità psicofisica del personale della Forza Armata.
Per questi compiti il Capo Servizio ha a disposizione come consulente tecnico un Brigadier Generale Medico in qualità di vice Capo Servizio.

### Arma dei carabinieri
- Servizio sanitario

La Direzione di Sanità dell'Arma dei Carabinieri fu costituita nel 1970. Solo quando è divenuta forza armata autonoma nel 2000, si è però dotata di propri ufficiali medici, farmacisti ed odontoiatri, con l'istituzione del Servizio sanitario dell'Arma dei Carabinieri.

### Forze di polizia a ordinamento militare
Guardia di finanza
Il Servizio sanitario del Corpo della Guardia di finanza fu istituito già durante il Regno d'Italia.
Riorganizzato nel 2001, è organizzato in infermerie, poliambulatori e altre articolazioni, cui sono preposti ufficiali medici della Guardia di Finanza.
Un Servizio Sanitario è dislocato presso ogni Comando Regionale delle fiamme gialle, In caso di mancanza di ufficiale medico, può essere convenzionato un medico civile, sostituto del Dirigente del Servizio Sanitario.

## I corpi sanitari ausiliari

### Il Corpo militare e le infermiere volontarie della Croce Rossa italiana

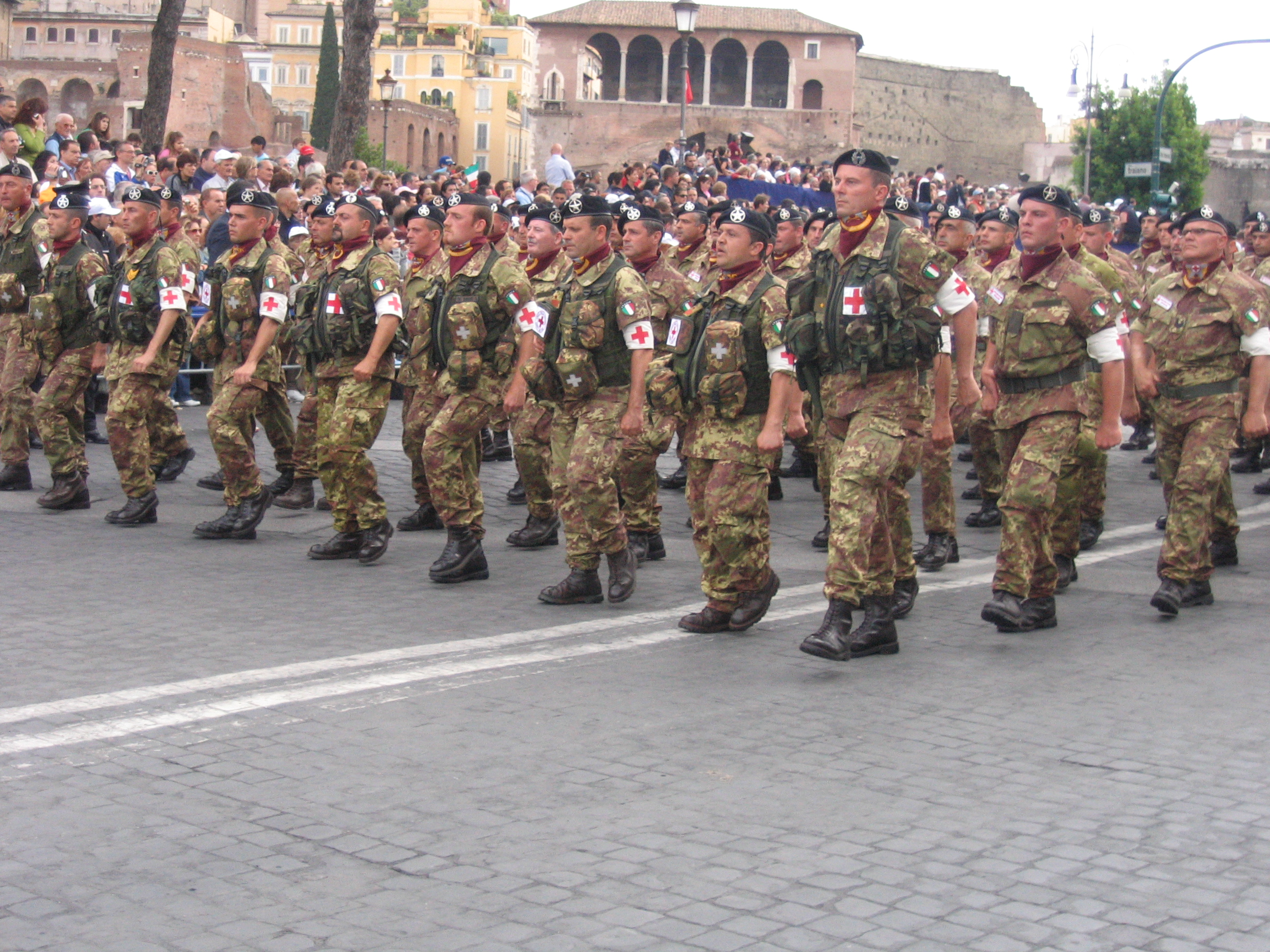
Compagnia del Corpo di Sanità e veterinaria dell'Esercito, in parata, 2 giugno 2007

Il Corpo militare volontario della Croce Rossa Italiana è entrato ufficialmente nel novero dei corpi armati dello Stato con la concessione della Bandiera di guerra avvenuta con legge 25 giugno 1985 n. 342. In virtù delle convenzioni di Diritto internazionale umanitario ed in forza delle leggi vigenti in Italia, il Corpo militare può essere impiegato sia in tempo di pace che in tempo di guerra.
In tempo di guerra o comunque in caso di conflitto armato il Corpo militare della CRI:
- provvede allo sgombero ed alla cura dei feriti e dei malati;
- svolge i compiti di carattere sanitario ed assistenziale connessi con l'attività di difesa civile;
- gestisce le incombenze connesse con la ricerca e l'assistenza dei prigionieri di guerra, degli internati e dei dispersi, dei profughi, dei deportati e dei rifugiati.

In tempo di pace il Corpo militare della CRI è tenuto ad attendere, secondo le direttive e sotto la vigilanza del Ministero della difesa, alla preparazione del personale, dei materiali, dei mezzi e delle strutture di pertinenza, al fine di assicurare costantemente l'efficienza dei relativi servizi in qualsiasi circostanza (artt. 10 e 11 del DPR n. 613/1980).
- Il Corpo delle infermiere volontarie della Croce Rossa Italiana opera anche all'interno delle strutture sanitarie della sanità militare.

### Il Corpo speciale ausiliario dell'Esercito Italiano del Sovrano militare ordine di Malta
Il Corpo militare dell'Associazione dei cavalieri italiani dell'ordine di Malta (ACISMOM) speciale ausiliario dell'Esercito italiano nasce il 20 marzo 1876 con la prima convenzione per la “cooperazione” con il servizio sanitario dell'Esercito con l'obiettivo di provvedere all'assistenza sanitaria e spirituale dei malati e feriti in guerra.
Il Corpo è entrato ufficialmente nel novero dei corpi armati dello Stato con la concessione della Bandiera di guerra avvenuta per mano del presidente della Repubblica Carlo Azeglio Ciampi con legge 2 agosto 1999 n. 27. Dalla fine della 2ª guerra mondiale il Corpo militare si dedica essenzialmente all'assistenza delle popolazioni colpite da catastrofi naturali e pubbliche calamità, sia in Italia che in nord Africa. Dal 1991 il Corpo militare dello SMOM partecipa alle operazioni umanitarie e di assistenza nei territori della ex Jugoslavia e, a partire dal 2004, alcuni ufficiali medici del Corpo militare sono integrati nelle strutture sanitarie al seguito delle forze armate italiane presenti nei Balcani.
- Nel 2010 all'interno del Corpo è istituito il Corpo delle infermiere volontarie dell'associazione dei cavalieri italiani del sovrano militare ordine di Malta, nato nel 1940.

## Gradi e figure

### Gradi
I gradi nella Sanità militare si dividono in sette ruoli. Al grado degli Ufficiali medici solitamente viene aggiunto il suffisso Medico ("Med."):
- Ruoli ufficiali:
  - ufficiali generali: medici, farmacisti, veterinari, odontoiatri, psicologi, biologi.
  - ufficiali superiori: medici, farmacisti, veterinari, odontoiatri, psicologi, biologi.
  - ufficiali inferiori: medici, farmacisti, veterinari, odontoiatri, psicologi, biologi.
- Ruoli sottufficiali e truppa:
  - sottufficiali marescialli: infermieri, tecnici delle varie scienze infermieristiche, di radiologia ed igienisti dentali.
  - sottufficiali sergenti:  OTA
  - truppa dei volontari in servizio permanente: Oss, operatori Logistici Sanitari, inservienti, autisti, logisti
  - truppa dei volontari in ferma prefissata: Oss, operatori logistici sanitari, inservienti, autisti, logisti

|                     | Corpo sanitario (EI) | Corpo sanitario militare marittimo (MM) | Corpo sanitario aeronautico (AM) |
| ------------------- | -------------------- | --------------------------------------- | -------------------------------- |
| Ufficiali generali  | Tenente generale     | Ammiraglio ispettore capo               | Generale ispettore capo          |
| Ufficiali generali  | Maggior generale     | Ammiraglio ispettore                    | Generale ispettore               |
| Ufficiali generali  | Brigadier generale   | Contrammiraglio                         | Brigadier generale               |
| Ufficiali superiori | Colonnello           | Capitano di vascello                    | Colonnello                       |
| Ufficiali superiori | Tenente colonnello   | Capitano di fregata                     | Tenente colonnello               |
| Ufficiali superiori | Maggiore             | Capitano di corvetta                    | Maggiore                         |
| Ufficiali inferiori | Capitano             | Tenente di vascello                     | Capitano                         |
| Ufficiali inferiori | Tenente              | Sottotenente di vascello                | Tenente                          |
| Ufficiali inferiori | Sottotenente         | Guardiamarina                           | Sottotenente                     |
| Allievi Ufficiali   |                      | Aspirante guardiamarina                 |                                  |

Nell'Arma dei Carabinieri gli appartenenti al Corpo sanitario hanno gli stessi gradi del resto del personale.

### Figure
- Ufficiale medico
- Ufficiale chimico-farmacista
- Ufficiale odontoiatra
- Ufficiale veterinario
- Ufficiale psicologo
- Ufficiale coordinatore delle professioni sanitarie
- Sottufficiale (ruolo Marescialli) Infermiere,Tecnico di radiologia medica, Fisioterapista, Igienista dentale, Tecnico di laboratorio biomedico.
- Operatore socio-sanitario
- Operatore logistico della sanità (prima Aiutante di sanità)
- Soccorritore militare

## Campagne di guerra
- Tutte le campagne dal 1848 al 1897;
- Libia (1911-1912);
- Prima guerra mondiale (1915-1918);
- Africa Orientale (1935-1936);
- Seconda guerra mondiale (1940-1945).

## Disciplina NATO sulle operazioni sanitarie all'estero
Le operazioni all'estero seguono una disciplina NATO quanto alla disposizione logistica e alle procedure sul campo per la fornitura di servizi sanitari militari d'emergenza.

### Role 1
Il Role 1 prevede le attività sanitarie d'emergenza per la raccolta dei militari feriti e traumatizzati, con funzioni di pronto soccorso e stabilizzazione dei pazienti prima o durante l'evacuazione a strutture sanitarie di livello superiore.
È sempre di competenza nazionale ed è solitamente organizzata a livello di battaglione, o unità equivalente.
Logisticamente dev'essere predisposto perché sia raggiungibile entro un'ora al massimo (golden hour) dal momento del ferimento o dalla lesione. Punti di soccorso a questo livello possono essere attrezzati con ambulanze da adibire a punti di primo soccorso e recupero feriti, dislocate in prossimità delle unità in operazione.

### Role 2
Solitamente dislocato a livello di brigata, il Role 2, oltre a procedere a triage e primo soccorso nelle situazioni più critiche, raccoglie e tratta i soldati evacuati dalle unità Role 1. E', partendo dalla zona di combattimento, la prima postazione sanitaria dotata di sale operatorie in grado di stabilizzare chirurgicamente il paziente.
Le direttive NATO impongono che il paziente debba ricevere, qualora necessario, un intervento chirurgico a non più di 6 ore dall'insorgenza dell'evento lesivo: i punti di assistenza Role 2 vengono dunque dislocati di conseguenza, a livello di teatro.
Può essere di competenza nazionale o multinazionale, ed è responsabile anche della logistica e del rifornimento dei presidi sanitari Role 1 di sua competenza.
Nominalmente, si richiede che dispongano delle seguenti caratteristiche:
- adeguate capacità di diagnostica per immagini;
- almeno una sala operatoria con uno o più team chirurgici;
- una capacità di ricovero di 30 letti;
- un nucleo di igiene con capacità di disinfezione e disinfestazione.

### Role 3
È la massima configurazione, in termini di capacità sanitarie, che si possa esprimere in un teatro operativo.
Si tratta di un punto di ricovero che generalmente è di carattere multinazionale, ricevendo personale e materiali da diverse nazioni umanitariamente coinvolte.
Agendo da punto di raccolta per gli interventi dei Role 2, nel Role 3 si accumulano un maggior numero di posti letto, diverse sale operatorie comprensive di diversi team chirurgici ciascuna, e svariati medici specialisti (ortopedici, pediatri, oculisti, ginecologi, otorinolaringoiatri, gastroenterologi, ecc.) militari o civili.
Compito essenziale di questo punto di soccorso è il primo smistamento di farmaci e generi di prima necessità per i punti sanitari dipendenti, nella propria area di competenza.

### Role 4
Il Role 4 è, per l'Italia, il Policlinico militare Celio, o un centro ospedaliero di alta specializzazione nazionale, militare o civile.
I pazienti, rimossi dal teatro operativo nei tempi più adatti per una loro stabilizzazione, vi giungono per mezzo di un processo strategico di evacuazione aeromedica (MEDEVAC), operato dal Gruppo di Proiezione Sanitaria e dal Gruppo di Biocontenimento del Corpo Sanitario Aeronautico, basato a Pratica di Mare.

## Scuole e strutture
- Scuola di sanità e veterinaria militare (EI) di Roma Cecchignola
- Policlinico militare Celio di Roma (interforze)
- Centro ospedaliero militare di Milano (EI)
- Centro ospedaliero militare di Taranto (MM)
- 2 Istituti di Medicina Aerospaziale (Milano e Roma)
- 6 dipartimenti militari di medicina legale (4 EI, 1 MM e 1 AM)
- 7 poliambulatori
- dipartimento di lungodegenza di Anzio[9]
- Stabilimento chimico farmaceutico militare di Firenze
- Centro Polispecialistico Carabinieri